# Patxi Lazcoz
Patxi Lazcoz, de son vrai nom Francisco Javier Lazcoz Baigorri, né à Pampelune le 30 août 1965, est un homme politique basque du Parti socialiste, anciennement maire de Vitoria-Gasteiz.

## Biographie
Né à Pampelune, en Navarre, il déménage dans sa jeunesse à Vitoria-Gasteiz. Il est titulaire d'une licence en droit.

## Vie politique
Il commence sa carrière lors de son élection au conseil municipal de Vitoria-Gasteiz le 26 mai 1991, sous les couleurs du Parti socialiste du Pays basque (PSE). Il occupe alors diverses responsabilités exécutives municipales, puis est réélu le 28 mai 1995. Il intègre de nouveau l'exécutif municipal, mais le quitte trois ans plus tard, à la suite de la rupture de l'alliance entre les socialistes et le Parti nationaliste basque (EAJ/PNV), qui détenait la mairie de la ville.
Reconduit le 13 juin 1999, il est désigné tête de liste du PSE-EE en vue des élections municipales prévues le 25 mai 2003. Il s'y classe troisième avec 7 sièges, derrière l'EAJ/PNV et le Parti populaire (PP), et devient le porte-parole du groupe municipal Socialiste.
Il est de nouveau choisi pour mener la liste socialiste aux élections municipales du 27 mai 2007. Le jour du scrutin, il arrive en tête avec 9 sièges sur 27, juste devant le PP, et est investi maire de la capitale du Pays basque/Euskadi. Il est remplacé, le 11 juin 2011, par Javier Maroto, du PP.